# Cornelius Chesterfield
Cornelius M. Chesterfield (Frans: Cornélius M. Chesterfield) is een hoofdpersonage uit de stripserie De Blauwbloezen van tekenaar Louis Salvérius/Willy Lambil en scenarist Raoul Cauvin. Cornelius Chesterfield beleeft met zijn onafscheidelijke compagnon Blutch (die elkaar niet uit kunnen staan, maar ook niet zonder elkaar kunnen) diverse avonturen in de periode van de Amerikaanse Burgeroorlog (1861-1865) tussen de noordelijke en de zuidelijke staten.

## Jonge jaren
Cornelius M. Chesterfield is de zoon van Joshua en Elisabeth Chesterfield. In zijn jonge jaren werkte Chesterfield bij meneer Graham als slager. Toen zijn moeder wilde dat hij diens lelijke dochter Charlotte Graham huwde (door het huwelijk zou hij mogelijk de slagerij erven), trok hij naar een bar om zich moed in te drinken; barman daar was Blutch. Door een ongelukkig toeval tekenden ze beiden voor het leger van de Verenigde Staten (zie - Hoe het begon, deel 18). Ze komen terecht bij de cavalerie, waar ze een week lang 's nachts oefenen om paard te leren rijden. Daarna lijkt hij als enige te tekenen voor de 22ste cavalerie, berucht omdat niemand er levend vandaan komt. Tot zijn opluchting tekent ook Blutch, waarna ze onafscheidelijk zijn.

## Blutch en Chesterfield
Hij zegt dat hij bij Blutch blijft om te beletten dat die deserteert. Sinds hij Blutch heeft ontmoet, zijn ze onafscheidelijk. Hoewel geen van beiden het zal willen toegeven, zijn ze wel degelijk vrienden. Chesterfield heeft zo'n groot hart voor het leger, dat hij nooit nee zegt tegen zijn meerdere (generaal Alexander, kolonel Appeltown) wanneer hij weer eens een dubieuze opdracht krijgt toegereikt, waarbij hij meestal zijn compagnon Blutch betrekt. In de loting waar Blutch korporaal werd, werd Chesterfield sergeant. Na een paar albums heeft hij, vreemd genoeg, in plaats van sergeantstrepen, de strepen van een sergeant-majoor (wat een hogere rang is). Dit wordt echter nooit vermeld door wie dan ook in de albums, iedereen spreekt hem aan met 'Sergeant'.
Hij is verliefd op Mathilde (soms ook Amelie genoemd), de dochter van kolonel Appletown. Het lijkt een liefde die niet wederzijds lijkt (hoewel dit in de albums in het midden wordt gelaten), telkens als hij haar ziet gaat hij stotteren en wordt rood van verlegenheid.